# Symmetrodes platymelas
Symmetrodes platymelas là một loài bướm đêm thuộc phân họ Arctiinae, họ Erebidae.